# Zarautz

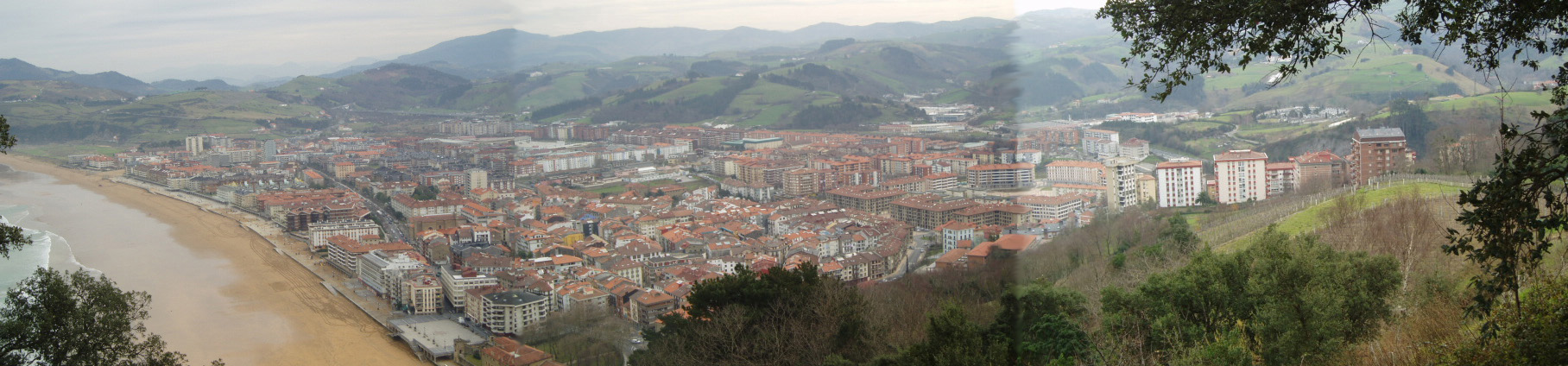
Panorama-overzicht van Zarautz vanaf de berg Santa Bárbara

Zarautz is een gemeente in de Spaanse provincie Gipuzkoa in de regio Baskenland met een oppervlakte van 14 km². In 2006 telde Zarautz 22.353 inwoners.

## Demografische ontwikkeling
Bron: INE; 1857-2011: volkstellingen

## Geboren in Zarautz
- Ainhoa Murua (18 juli 1978), triatlete
- Dani Estrada (3 januari 1987), voetballer
- Yuri Berchiche (10 februari 1990), voetballer
- Usoa Ostolaza (25 februari 1998), triatlete en wielrenster